# 世界島

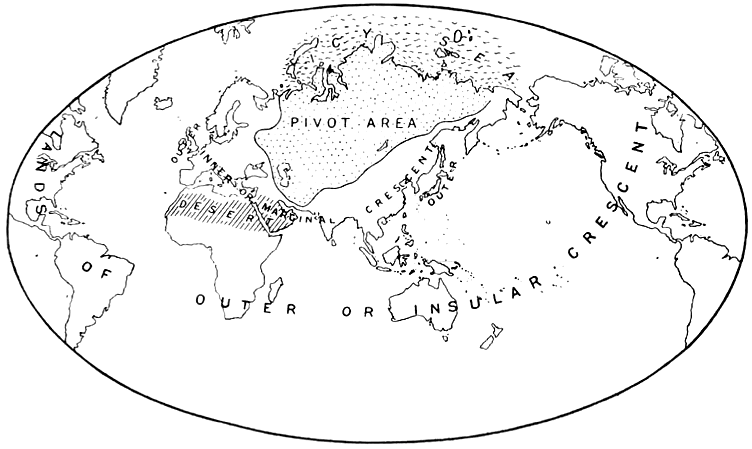
マッキンダーによる地図

世界島（せかいとう、World Island）は、アフロ・ユーラシア大陸（ユーラシア大陸とアフリカ大陸）の本体のことであり、周辺の島々（特にグレートブリテン島（イギリス）、日本列島（日本）など）は含まない。世界本島ともいう。第一次世界大戦後にイギリスの地政学者ハルフォード・マッキンダーが用いた造語である。

## マッキンダーの指摘
イギリスが世界大戦で戦勝したことを受け、マッキンダーは、自身が思い描く陸海からの実効支配を念頭に置いた今後のイギリスのとるべき当時の世界の認識の範囲を想定した。戦争の形態が、それまでの海洋からの世界支配から陸上戦へと移り、また物資の輸送手段（主に鉄道）が発達したことで、戦果を左右するのは陸上戦が最も重要と考られていたためである（ランドパワー）。支配国家における潜在的、顕在的な能力は保有する陸地とその利用価値で決定されるとし、世界地図をハートランド、世界島などと段階的に定義した。このため半島や島など陸戦が不利となりうる場所より国家は大陸をいかに保有しているかを重要視した。
イギリスを中心とした海軍大国（海洋国家）が陸軍大国（大陸国家）であるドイツやソビエト連邦などの世界島支配に向けた勢力拡大を阻止すべきであると主張した。とくに、世界島の心臓部を意味するハートランドを占領する列強は、本来膨張志向を有していると指摘している。
当時は、後に大戦の重要な戦力となる空戦力を想定しておらず、マッキンダーの主張は徐々に受け入れられなくなっていったが、地政学における視点として現代にも影響を与えた。